# Павлов Григорій Родіонович
Григо́рій Родіо́нович Па́влов (рос. Григорий Родионович Павлов; 10 лютого 1920, Керасиново — 5 листопада 1994) — радянський військовий льотчик, Герой Радянського Союзу, в роки німецько-радянської війни заступник командира ескадрильї 42-го гвардійського винищувального авіаційного полку 9-ї гвардійської винищувальної авіаційної дивізії 4-ї повітряної армії Північно-Кавказького фронту. Генерал-лейтенант авіації, заслужений військовий льотчик СРСР.

## Життєпис
Народився 10 лютого 1920 року в селі Керасиново Високогорського району Татарстану в селянській родині. Росіянин. Член КПРС з 1942 року. Закінчив сім класів середньої школи та школу фабрично-заводського учнівства, працював у місті Казань.
У 1938 році призваний до лав Червоної Армії. У 1940 році закінчив Чкаловське військово-авіаційне училище. У боях радянсько-німецької війни з червня 1941 року. Воював на Північно-Кавказькому, Південно-Західному фронтах.
До червня 1943 гвардії старший лейтенант Г. Р. Павлов здійснив 378 бойових вильотів, в 61 повітряному бою збив особисто 11 і в складі групи 5 літаків противника.
Указом Президії Верховної Ради СРСР від 2 вересня 1943 року за мужність і героїзм, проявлені в повітряних боях з німецько-фашистськими загарбниками гвардії старшому лейтенанту Григорію Родіоновичу Павлову присвоєно звання Героя Радянського Союзу з врученням ордена Леніна і медалі «Золота Зірка» (№ 1152).
Після закінчення війни продовжував службу у Військово-повітряних силах. У 1949 році закінчив Військово-повітряну академію, у 1960 році — Військову академію Генерального штабу. Командував авіацією Північно-Кавказького військового округу.

Могила Григорія Павлова

З 1980 року генерал-лейтенант авіації Г. Р. Павлов — у відставці. Автор книг «Вам зліт!» і «Однополчани». Жив у місті Ростові-на-Дону, потім у Києві. Помер 5 листопада 1994 року. Похований у Києві на Лук'янівському військовому кладовищі.

## Нагороди, звання
Заслужений військовий льотчик СРСР. Нагороджений орденом Леніна, чотирма орденами Червоного Прапора, двома орденами Вітчизняної війни 1-го ступеня, двома орденами Червоної Зірки, орденом «За службу Батьківщині у ЗС СРСР» 3-го ступеня, медалями.